# Landkreis Freyung-Grafenau
Landkreis Freyung-Grafenau er den østligste  landkreis i den tyske delstat Bayern.
Den ligger i Regierungsbezirk Niederbayern. 

## Geografi
Geografisk betragtet ligger landkreisens område i nationalparken Bayerischer Wald. Arealet i landkreisen består af omkring 60 % skov. Det højeste bjerg  er Großer Rachel på 1.453 moh. og det er det næsthøjeste bjerg i Bayerischer Wald. I nærheden af Rachel har floden Ilz sit udspring, og den løber i den vestlige del af området mod syd, og munder ved Passau ud i  Donau.
Nabolandkreise og forvaltningsområder er mod nord og øst de tjekkiske kreise Klatovy (Klattau) (Regionen Pilsen), Prachatice (Prachatiz) og Český Krumlov (Krumau) (begge i Regionen Südböhmen) og det østrigske Distrikt Rohrbach (Oberösterreich), i syd  Landkreis Passau, i vest Landkreis Deggendorf og mod nordvest Landkreis Regen.

## Byer og kommuner
Kreisen havde 78355  indbyggere pr.  2018-12-31

| Byer 1. Freyung (7166) 2. Grafenau (8256) 3. Waldkirchen (10534) Købstæder (markt) 1. Perlesreut (2876) 2. Röhrnbach (4395) 3. Schönberg (3841) Kommuner 1. Eppenschlag (937) 2. Fürsteneck (866) 3. Grainet (2432) 4. Haidmühle (1324) 5. Hinterschmiding (2443) 6. Hohenau (3320) 7. Innernzell (1549) 8. Jandelsbrunn (3320) 9. Mauth (2251) 10. Neureichenau (4463) 11. Neuschönau (2231) 12. Philippsreut (627) 13. Ringelai (1875) 14. Saldenburg (1983) 15. Sankt Oswald-Riedlhütte (2882) 16. Schöfweg (1318) 17. Spiegelau (3887) 18. Thurmansbang (2437) 19. Zenting (1142) |

| Verwaltungsgemeinschafte 1. Hinterschmiding (Kommunerne Hinterschmiding og Phillippsreut) 2. Perlesreut (Markt Perlesreut og kommunen Fürsteneck) 3. Schönberg (Markt Schönberg og kommunerne Eppenschlag, Innernzell og Schöfweg) 4. Thurmansbang (Kommunerne Thurmansbang og Zenting) | Kommunefri områder overvejende ubeboede områder (166,60 km²) 1. Annathaler Wald (10,41 km²) 2. Frauenberger u. Duschlberger Wald (21,09 km²) 3. Graineter Wald (6,60 km²) 4. Klingenbrunner Wald (6,62 km²) 5. Leopoldsreuter Wald (14,79 km²) 6. Mauther Forst (24,67 km²) 7. Philippsreuter Wald (3,01 km²) 8. Pleckensteiner Wald (13,04 km²) 9. Sankt Oswald (12,15 km²) 10. Schlichtenberger Wald (17,82 km²) 11. Schönbrunner Wald (21,26 km²) 12. Sonnenwald (3,66 km²) 13. Waldhäuserwald (11,48 km²) |